# Vera (Texas)
Vera ist ein gemeindefreies Gebiet im Knox County des Bundesstaats Texas in den USA.

## Lage
Vera liegt am US Highway 82 im östlich-zentralen Knox County, nahe dem Baylor County.

## Geschichte
Bis 1960 gab es in Vera eine Schule.

### Name
Vera war ursprünglich als White Flat bekannt. Der Name wurde 1890 in Vera geändert, um Konflikte mit einem Postamt anderswo in Texas zu vermeiden. GW Ballard, der erste Postmeister des Gebiets, benannte das Gebiet Vera nach Vera Kellogg, der Tochter eines frühen Siedlers im Gebiet.

### Demografie
Das Gebiet hatte im Jahr 2000 eine geschätzte Bevölkerung von 50. Die Bevölkerung des Gebiets betrug 1990 276.

## Wirtschaft und Infrastruktur
Die Wirtschaft besteht hauptsächlich aus Baumwollproduktion.